# HMCS Ville de Québec (332)
HMCS Ville de Québec (332) je fregata Kanadského královského námořnictva, která byla postavena v kanadské loděnici MIL-Davie Shipbuilding. Jedná se o třetí jednotku třídy Halifax.

## Stavba
Loď byla postavena v kanadské loděnici MIL-Davie Shipbuilding stejně jako několik dalších lodí třídy Halifax. Roku 1988 byla práce na lodi započaty, roku 1991 byla loď spuštěna na vodu a dne 11. července 1994 byl Ville de Québec uveden do služby.

## Výzbroj

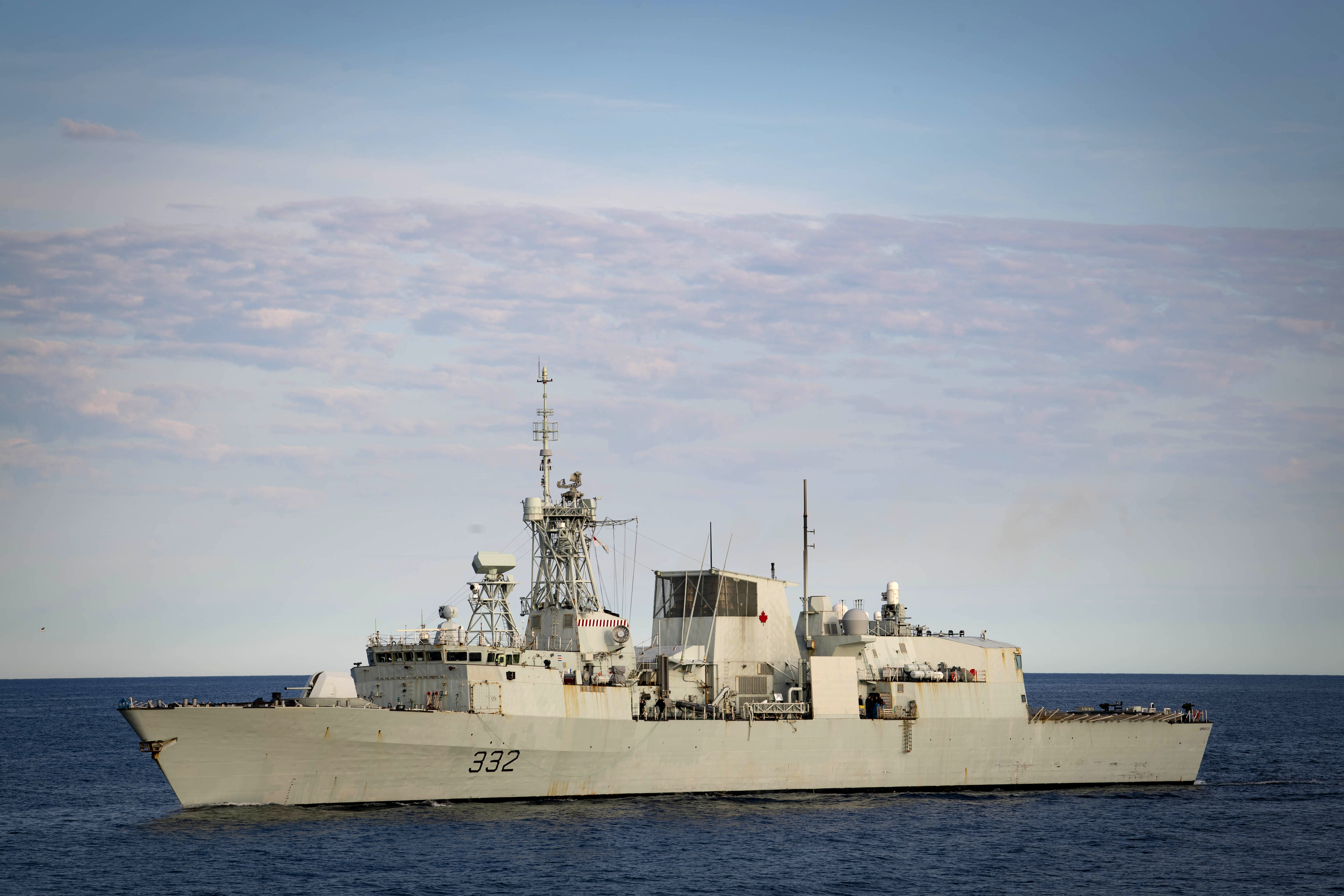
Ville de Québec v Atlantském oceánu v roce 2020

O protivzdušnou obranu se stará jeden 20mm hlavňový systém blízké obrany Phalanx a šestnáct protiletadlových řízených střel moře-vzduch RIM-162C, které jsou vystřelovány ze dvou osmihlavňových vertikálních odpalovacích zařízení Mk 48 Mod 0. Protilodní obranu tvoří osm protilodních raket RGM-84 odpalovaných ze dvou čtyřhlavňových raketometů Mk 141, jeden 57mm kanón Bofors L/70, šest 12,7mm kulometů M2HB a obranu proti ponorkám tvoří dva trojhlavňové torpédomety Mk 32 pro torpéda Mk 46. Ville de Québec také disponuje přistávací plochou pro jeden vrtulník Sikorsky CH-148 Cyclone.